# Albine
Albine település Franciaországban, Tarn megyében. Lakosainak száma 512 fő (2022. január 1.). Albine Castans, Lespinassière, Saint-Amans-Soult, Saint-Amans-Valtoret és Sauveterre községekkel határos.

## Népesség
A település népességének változása:
| Lakosok száma | 524  | 504  | 513  | 509  | 513  | 518  | 515  | 512  | 512  |
|               | 2013 | 2015 | 2016 | 2017 | 2018 | 2019 | 2020 | 2021 | 2022 |